# Mazeppa (étude pour piano)
Pour les articles homonymes, voir Mazeppa.

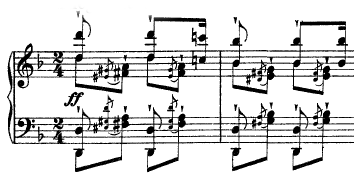
Extrait de la partition de Mazeppa (début de la partie allegro deciso)

Mazeppa est la 4ème des Douze études d'exécution transcendante de Franz Liszt. Composée entre 1826 et 1852, elle dure de sept à huit minutes.
C'est l'étude la plus vaste des 12 étude d'excécution transcendante, et qui a le plus grand nombre d'éditions. Elle a une version pour orchestre : le poème symphonique Mazeppa. Elle est la seule à avoir eu une publication séparée des 12 études d'exécution transcendante. Elle a ses racines dans le 4e exercice de 1826, et est développé substantiellement dans la version des Grandes études en 1837.
C'est la première des études à obtenir un nom, dans sa 3e édition en 1840, avec une dédicace à Victor Hugo. Victor Hugo était déjà en 1830 parmi les lectures de Liszt, mais il n'est pas clair si Liszt avait déjà en tête le poème de Victor Hugo pour l'édition de 1837, et il n'y a pas d'argument définitif en faveur ou contre. Il y a des preuves que Liszt considérait Mazeppa comme titre pour plusieurs autres oeuvres. C'est principalement par Mazeppa que les noms Liszt et Hugo sont associés. Liszt sollicitera la poésie de V. Hugo à plusieurs occasions, notamment dans 6 airs publiés en 1844; et il est possible que Liszt ait emprunté également les titres Paysage et Vision à Hugo .
Plus court que le poème de Byron, le poème d'Hugo se focalise sur le voyage du héros Ukrainien (équivalent de la section IX du poème de Byron). Dans le seconde des deux sections, Hugo élabore l'allégorie de l'artiste en souffrance, avec le cheval comme force créatrice "Génie, ardent coursier", subissant une sorte de mort suivi de résurrection. Samson suggère que Liszt se soit probablement identifié à cette allégorie. Expliquer la 4e études par une association au poème est une "spéculation pure". La structure musicale de Mazeppa est difficilement associé au contenu dramatique du poème de Victor Hugo, et s'il est souvent décrit comme de multiples variations, il s'agit plutôt d'une structure l'ordre de la répétition et transformation thématique; ce n'est pas tant la mélodie qui varie, mais l'accompagnement avec les accords rapides en tessiture intermédiaire.
La citation du poème de Victor Hugo à la fin de l'étude "Il tombe enfin... et se relève Roi" désigne non pas le personnage de Mazeppa mais l'artiste.
Les accords d'introduction, non présents en 1837, sont référencés en 1841 par Liszt comme preludio (il ne s'agit pas ici de la première étude) et présents comme accords staccato, joués a capriccio, et seront ensuite dans la version de 1851 intégralement arpégés (main gauche puis main droite) sauf les deux derniers, et suivis d'une cadenza ad libitum.